# Slottshagen, Ekerö kommun
Slottshagen är en tidigare småort i Ekerö kommun belägen på norra Helgö i Ekerö socken. SCB avgränsade här 1995 en småort som 2018 klassades som en del av tätorten Slottshagen, Bona, Helgö bol och Kungens täppa. År 2000 ett fritidshusområde med 53 fritidshus. Sedan dess har antalet fritidshus minskat till under 50, varför Slottshagen inte längre återfinns bland fritidshusområdena.